# Jacarandeae
Jacarandeae es una tribu con 2 géneros de árboles pertenecientes a la familia Bignoniaceae.

## Géneros
- Digomphia Benth.
- Etorloba Raf. = Jacaranda Juss.
- Iacranda Pers. = Jacaranda Juss.
- Jacaranda Juss.
- Kordelestris Arruda = Jacaranda Juss.
- Nematopogon Bureau & K. Schum. = Digomphia Benth.
- Pteropodium DC. ex Meisn. = Jacaranda Juss.
- Rafinesquia Raf. = Jacaranda Juss.